# Langendiebach
Langendiebach ist ein Ortsteil der Stadt Erlensee im hessischen Main-Kinzig-Kreis und Sitz der Stadtverwaltung.

## Geografie

### Lage
Langendiebach befindet sich am südwestlichen Rand des Ronneburger Hügellandes, das hier allmählich in die Ebenen von Kinzig und Main übergeht. Langendiebach wird vom Fallbach, einem rechten Nebenfluss der Kinzig, durchflossen. Der Ort ist weitgehend von Wald und landwirtschaftlichen Nutzflächen umgeben. Hanau als nächstgrößere Stadt ist sechs Kilometer entfernt.

### Nachbargemeinden
Langendiebach grenzt im Süden an Rückingen und Wolfgang, im Westen an Hanau und Bruchköbel, im Nordwesten an Oberissigheim, im Norden an Ravolzhausen und im Osten an Langenselbold.

## Geschichte

### Vorgeschichte
Bei Ausgrabungen im Zuge des Neubaugebiets „Am Kreuzweg“ im Nordosten von Langendiebach fanden Archäologen zahlreiche vorgeschichtliche Zeugnisse. Dazu gehörte eine Siedlung mit Hausgrundrissen aus der Bronzezeit und ein Gräberfeld mit über 50 Gräbern, eines der größten Gräberfelder in der Region. Eines der Gräber wies zahlreiche Grabbeigaben auf, darunter einen goldenen Ohrring. Auch eine keltische Besiedlung in der Region ist nachgewiesen.
In römischer Zeit existierte hier das Kleinkastell Langendiebach, das der Sicherung des durch Langendiebach verlaufenden Obergermanisch-Raetischen Limes diente. Vom Kleinkastell ist heute nichts mehr erhalten. Der Bereich, in dem es stand, wird heute als Friedhof genutzt.

### Mittelalter
Im 9. oder frühen 10. Jahrhundert wurde in Langendiebach eine vorromanische Kirche erbaut. Die älteste erhaltene Erwähnung von Langendiebach stammt von 1218. Überreste einer Befestigungsanlage, wie etwa ein Wachturm, zeugen von einer Burg in Langendiebach. Der Ort gehörte im Mittelalter zum Gericht Langendiebach und damit zunächst zum Territorium von Kurmainz. Kurmainz verpfändete 1426 das Gericht und damit auch den Ort Langendiebach an die Grafen von Hanau. Diese Pfandschaft wurde 1476 von den Grafen von Isenburg eingelöst. Langendiebach gehörte seitdem zu deren Grafschaft.

### Neuzeit
Territorial teilte der Ort das Schicksal des Gerichts Langendiebach: Als das 1806 gegründete Rheinbund-Fürstentum Isenburg 1815 mediatisiert wurde, kam es zunächst für ein Jahr zu Österreich und danach zum Großherzogtum Hessen (Hessen-Darmstadt). Das ganze Fürstentum wurde aber am Tag der Übergabe wieder zwischen den beiden Hessen (Hessen-Darmstadt und Hessen Kassel) geteilt. Ca. die Hälfte des nördlich des Mains gelegenen Teils – einschließlich Langendiebachs – kam Mitte 1816 an das Kurfürstentum Hessen. Dort wurde es mit der Verwaltungsreform von 1821 zunächst dem Kreis Gelnhausen und ab 1830 dem Kreis Hanau zugeteilt. Das Kurfürstentum Hessen stand im Deutschen Krieg 1866 auf der Verliererseite und wurde vom Königreich Preußen annektiert; es kam zur preußischen Provinz Hessen-Nassau. Nach dem Zweiten Weltkrieg wurde Langendiebach Bestandteil des von der Besatzungsmacht neu gebildeten Landes Groß-Hessen und ab 1946 kam die Gemeinde nach der Volksabstimmung an das Land Hessen.
Die Luftwaffe errichtete im „Dritten Reich“ westlich von Langendiebach den Fliegerhorst Langendiebach. Dieser wurde im Laufe des Zweiten Weltkriegs teilweise zerstört und anschließend vom US-amerikanischen Militär besetzt und von der United States Air Force genutzt. Dazu wurde unter anderem die Markwald-Siedlung zwischen Langendiebach und dem Fliegerhorst neu errichtet. Die Präsenz der Amerikaner prägte den Ort lange Zeit bis zum Abzug der Truppen 2007. Auf dem Gelände des ehemaligen Fliegerhorstes wird seit 2013 ein neues Gewerbegebiet erbaut. 
Aktuell ist die Errichtung eines Gewerbeparks im äußersten Nordosten, direkt an der Autobahn gelegen. Neben einem Autohof ließen sich dort einige größere Unternehmen nieder, so unterhält etwa Honda dort ein Ausbildungszentrum.

### Gebietsreform
Im Zuge der Gebietsreform in Hessen fusionierten auf freiwilliger Basis am 1. Januar 1970 die Gemeinden Langendiebach und Rückingen im damaligen Landkreis Hanau zur Gemeinde Erlensee.

### Wappen und Flagge
Wappen
| Wappen von Langendiebach | Blasonierung: „Gespalten, rechts in Silber zwei schwere Balken, links in Grün ein goldener, zweiarmiger, oben sich vereinigender Flusslauf.“ |
| Wappen von Langendiebach | Wappenbegründung: Das Wappen wurde nach einem Gerichtssiegel des 19. Jahrhunderts gestaltet. die beiden schwarzen Balken auf Silber ist das Wappen der Herren von Ysenburg, zu deren Herrschaft der Ort gehörte. Der Wellensparren symbolisiert die beiden Flüsse Fallbach und Landwehrbach, die den Ort durchfließen. Der Gemeinde Langendiebach im Landkreis Hanau am 28. Februar 1953 durch das Hessische Innenministerium das Recht zur Führung eines Wappens und einer Flagge verliehen worden. |

Flaggenbeschreibung: „Das Flaggentuch ist gespalten; es zeigt vorn eine Teilung in den Farben Weiß-Schwarz-Weiß-Schwarz-Weiß, hinten in Grün einen gelben Wellensparren, d. h. zwei gegeneinander geschrägte sich oben vereinigende gelbe Wellenbalken.“

## Infrastruktur

### Öffentliche Einrichtungen
Als Sitz der Stadtverwaltung befinden sich die meisten öffentlichen Gebäude in Langendiebach, wie etwa das Rathaus, das kommunale Schwimmbad, Bankfilialen und das Postamt. Auch das Technische Hilfswerk unterhält in Langendiebach einen Standort.

### Bildung
Langendiebach besitzt mehrere Kindergärten sowie zwei Grundschulen. Die nächste weiterführende Schule, die Georg-Büchner-Schule, befindet sich genau auf der Grenze zwischen Rückingen und Langendiebach. Gymnasien sind in Hanau und Bruchköbel vorhanden.

### Verkehr
Langendiebach wird von der Bundesautobahn 45 östlich tangiert und ist über die Abfahrt Langenselbold-West zu erreichen. Aus Richtung Westen kann Langendiebach über die Abfahrt Erlensee der Bundesautobahn 66 erreicht werden.

Eine Buslinie quert Langendiebach von Nordost nach Südwest und führt einerseits nach Rückingen und Hanau, andererseits nach Ravolzhausen und darüber hinaus. Im Schülerverkehr gibt es zusätzlich Fahrten nach Bruchköbel. Einen Gleisanschluss besitzt Langendiebach nicht mehr, seit die Hanauer Kleinbahn stillgelegt wurde. Zwischen 1896 und 1933 hatte Langendiebach eine normalspurige Anbindung an das Schienennetz und einen Bahnhof. Der Personenverkehr wurde aber bereits 1931 eingestellt. 